# ميهاي ستويكا
ميهاي ستويكا (بالرومانية: Mihai Stoica)‏ هو لاعب كرة قدم روماني، ولد في 12 أبريل 1965 في سيبيو في رومانيا.